# رؤیا در گوشه آتش
 رؤیا در گوشه آتش  عنوان فیلم کوتاهی است فرانسوی به کارگردانی امیل ری‌ناد. این فیلم محصول سال ۱۸۹۴ میلادی است. رؤیا در گوشه آتش فیلمی صامت است.